# Руге, Софус
Софус Руге (нем. Sophus Ruge; 28 марта 1831, Дорум — 23 декабря 1903, Дрезден) — немецкий педагог, географ и этнограф, дед Фридриха Руге.

## Биография
Софус Руге получил образование в Гёттингене и Галле, получил докторскую степень в 1864 году в Лейпциге на Генриха Вуттке.
С 1872 года читал лекции в Дрезденском техническом университете, где стал профессором географии и этнографии. Издал несколько учебников по географии и иные работы. Похоронен на Старом кладбище в дрезденском районе Клоче.